# Bretka
Bretka je obec na Slovensku v okrese Rožňava. Obec patří do regionu Horní Gemer.

## Kultura a zajímavosti

### Památky
- Barokní kúria, trojtraktová stavba na obdélníkovém půdorysu s mansardovou střechou z roku 1741, upravovanou v roce 1925.[2]

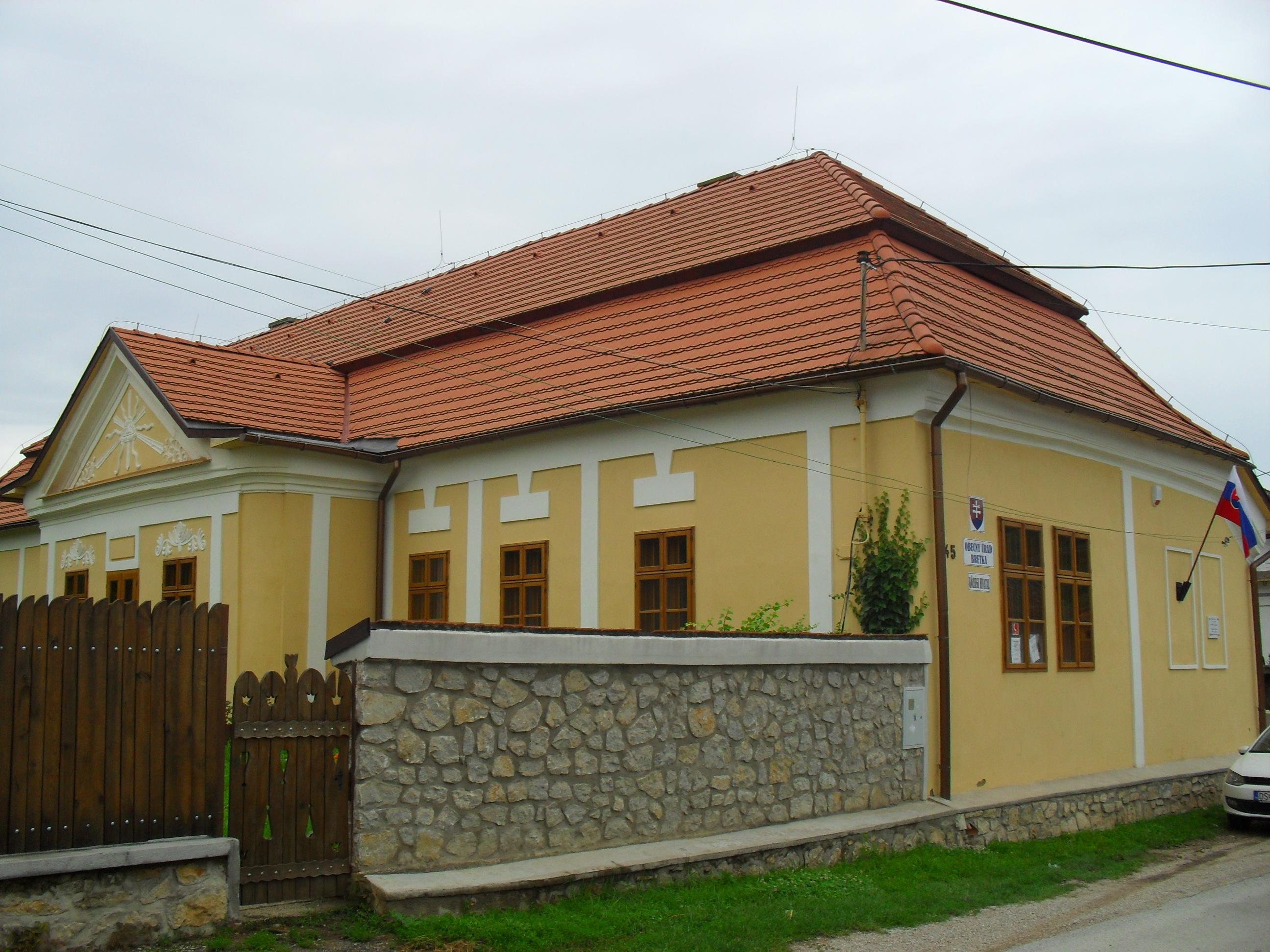
Barokní kúria
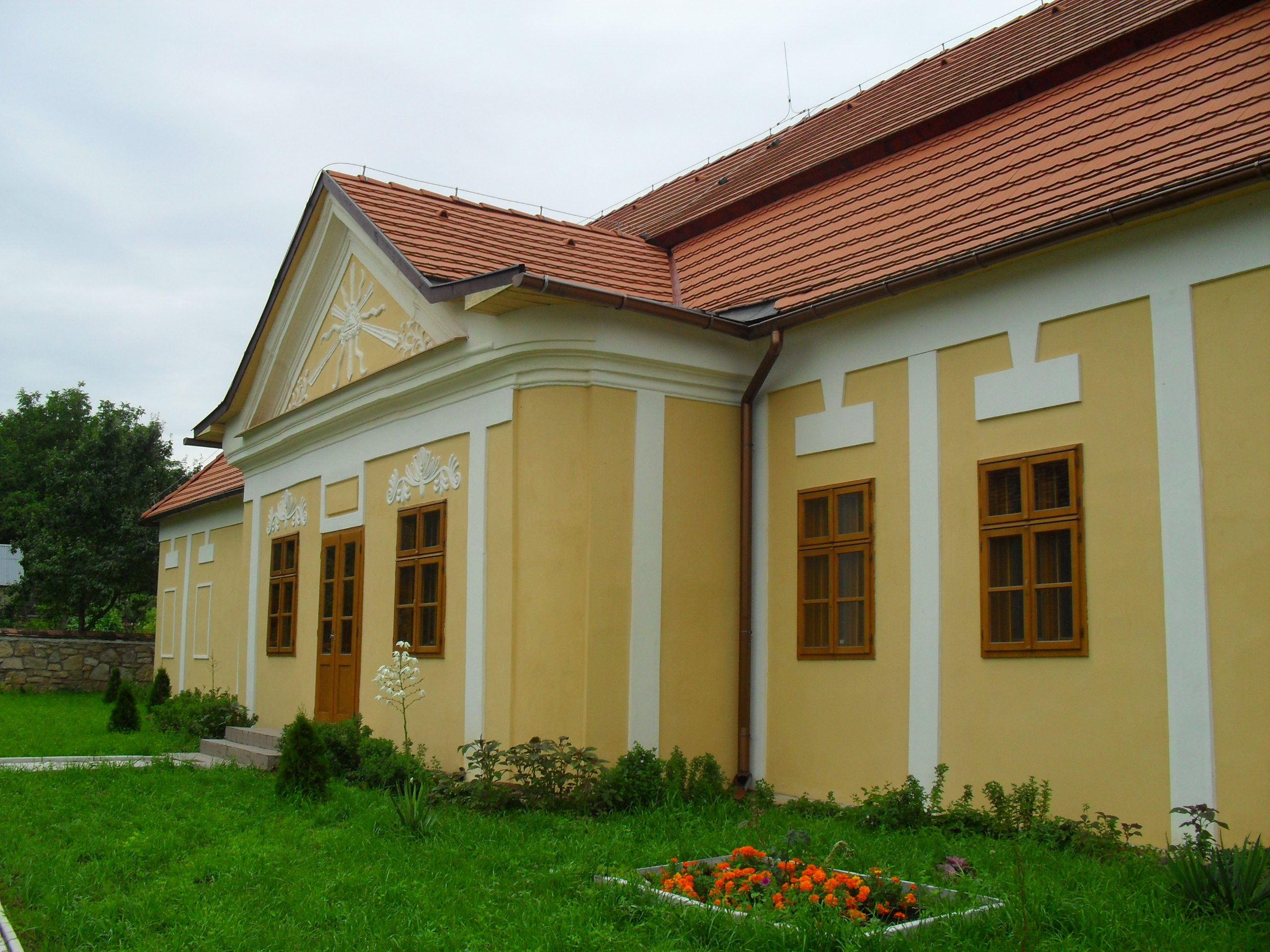
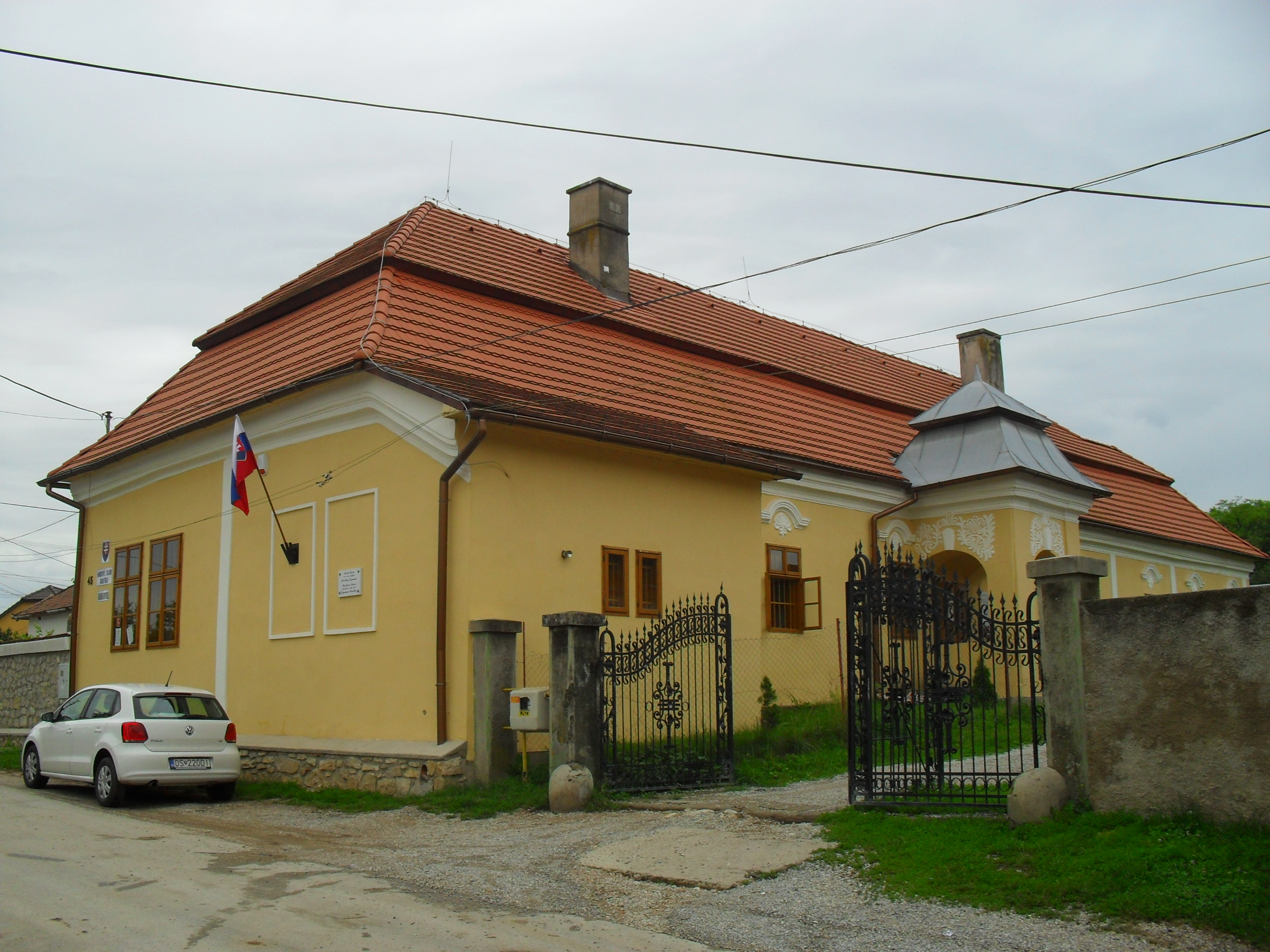
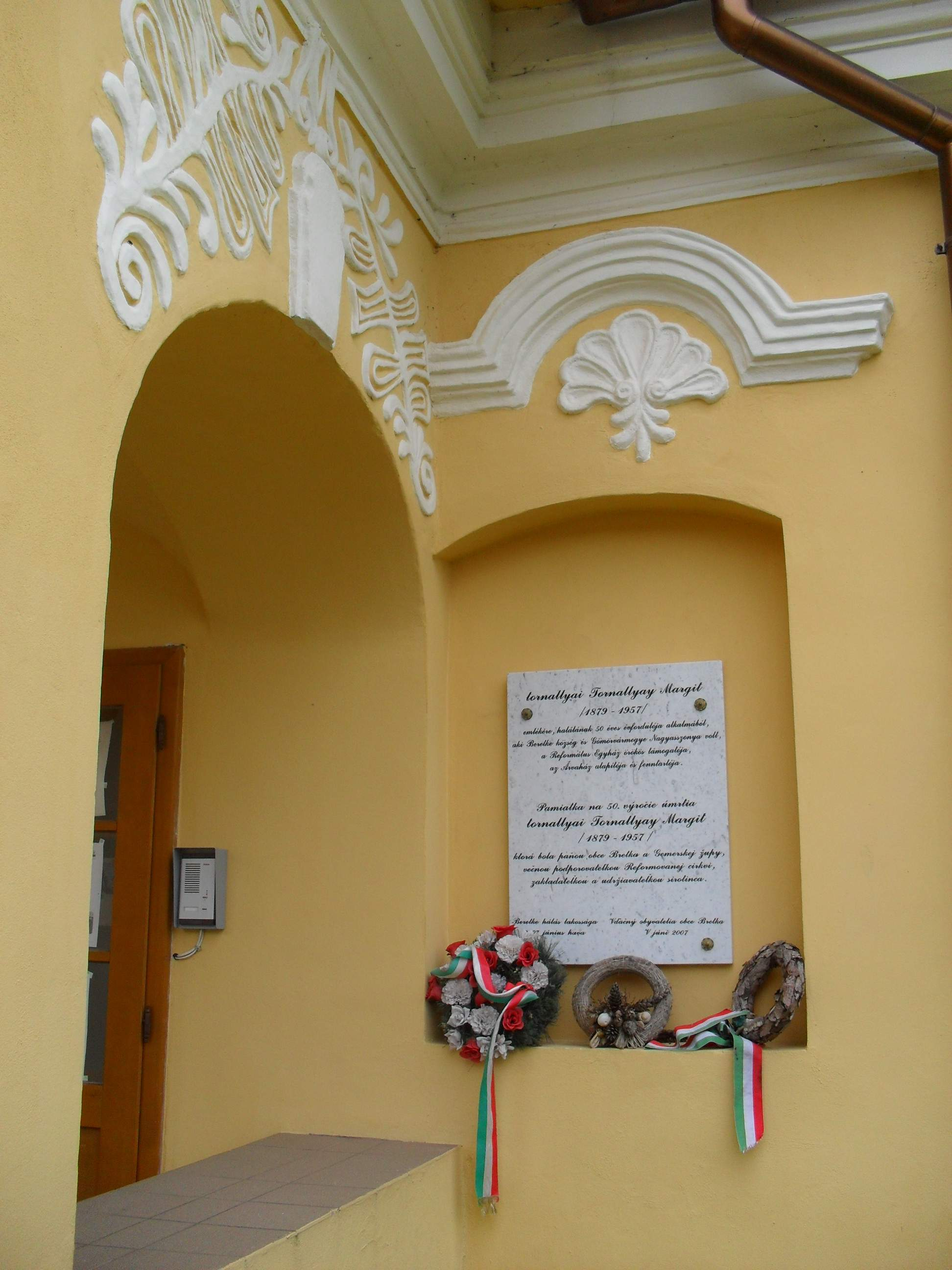
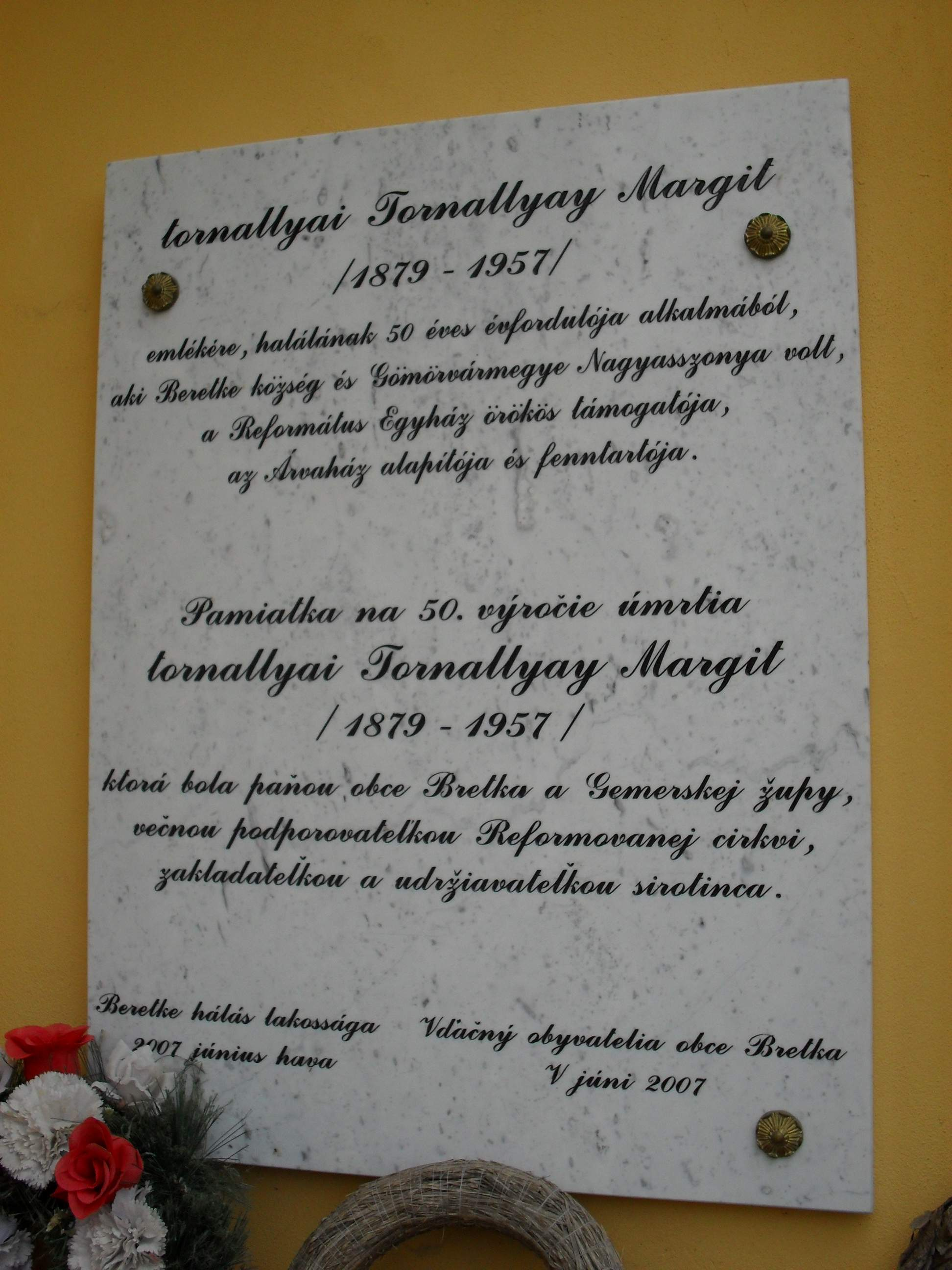

- Reformovaný kostel, jednoduchá halová stavba s přistavěnou věží z roku 1864. Kostel má hladké fasády.

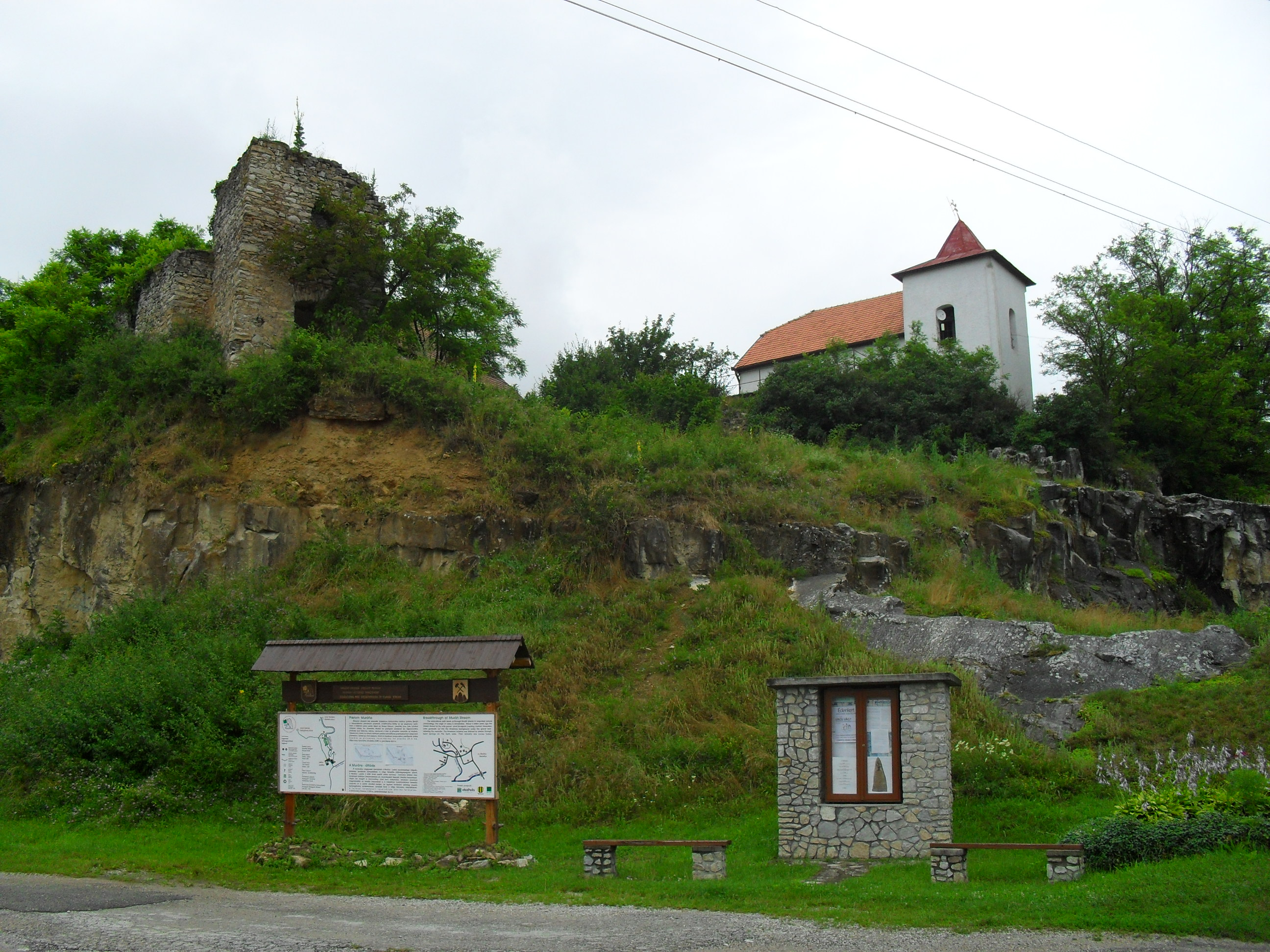
Reformovaný kostel
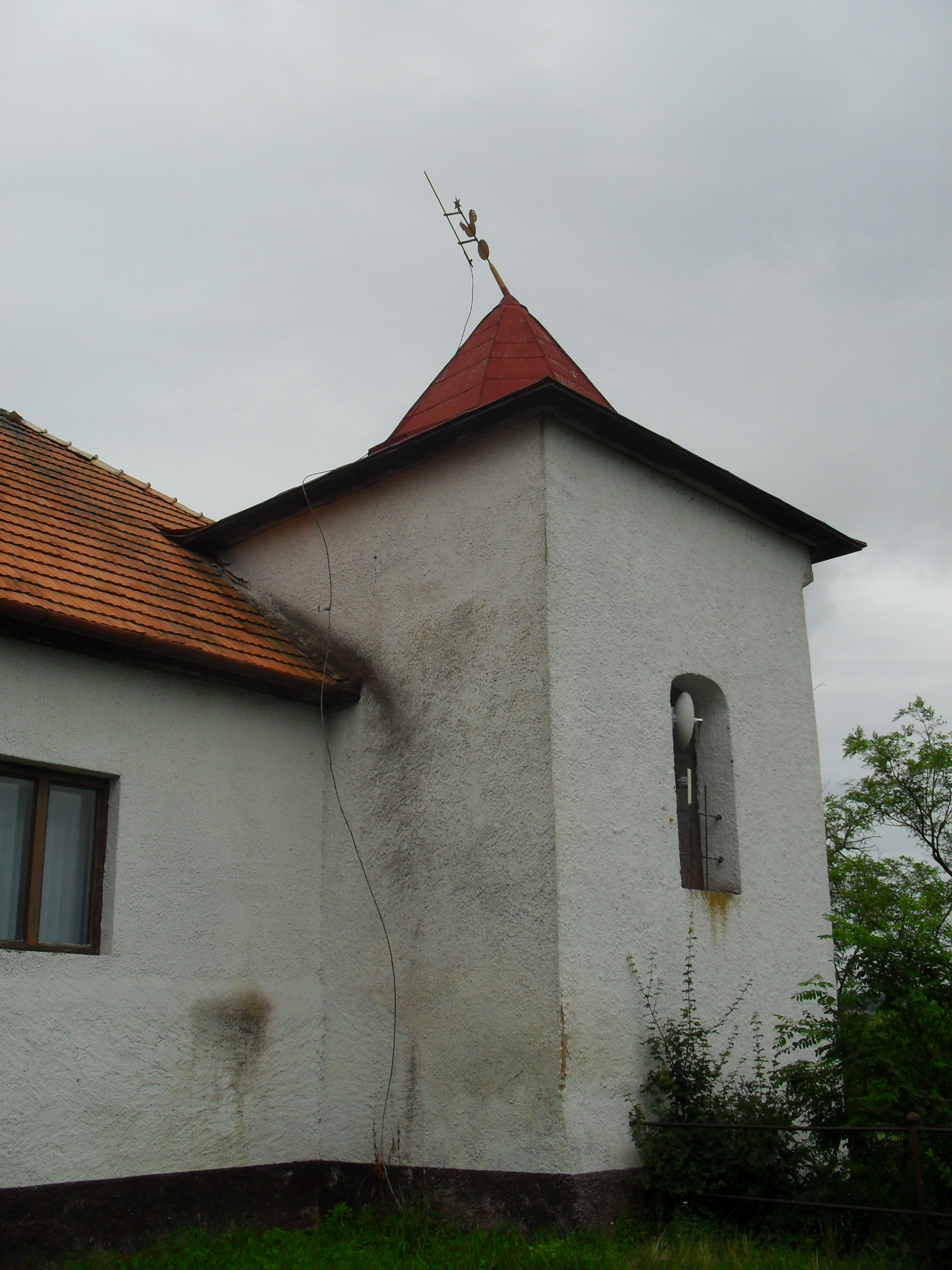
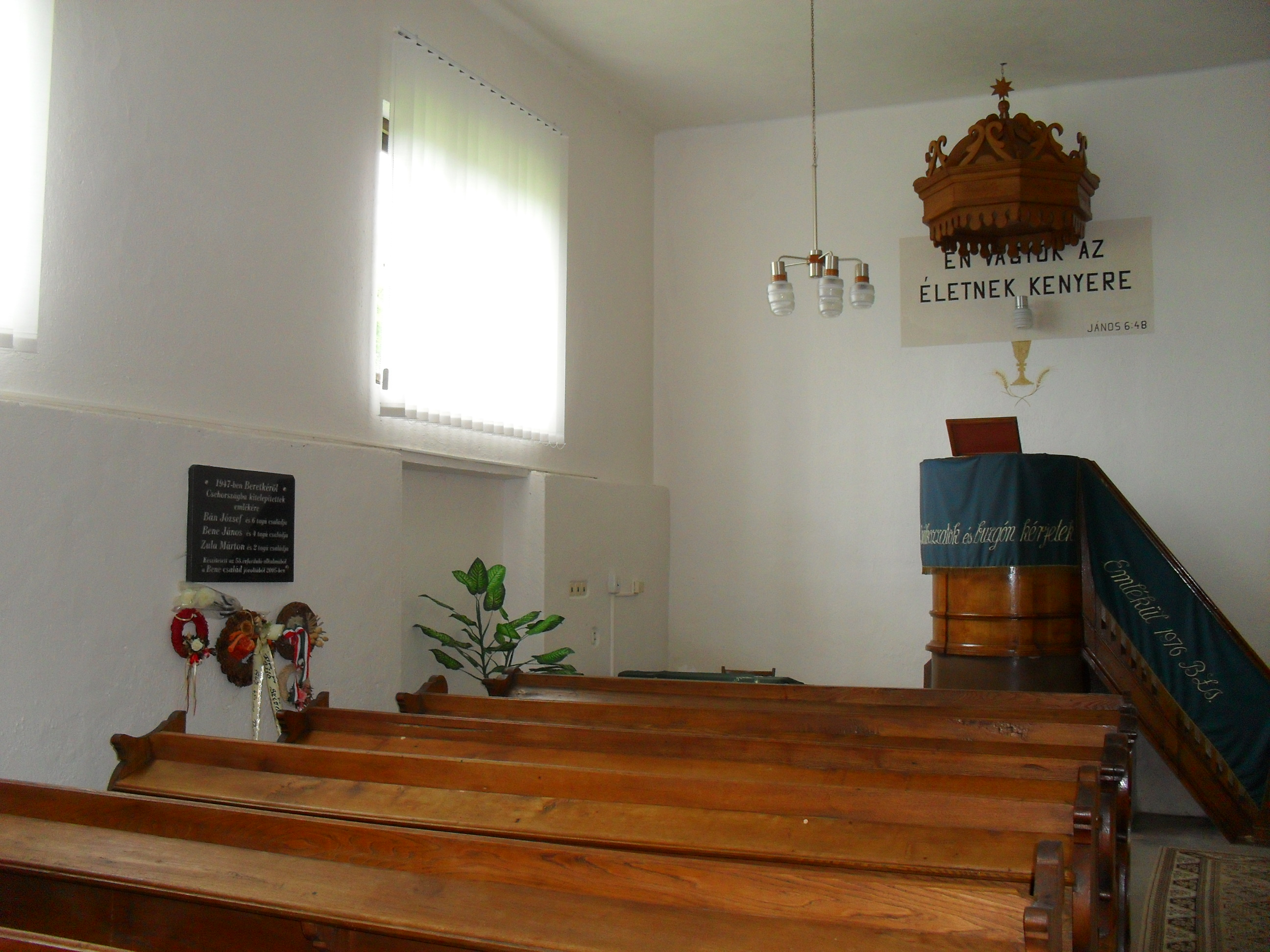
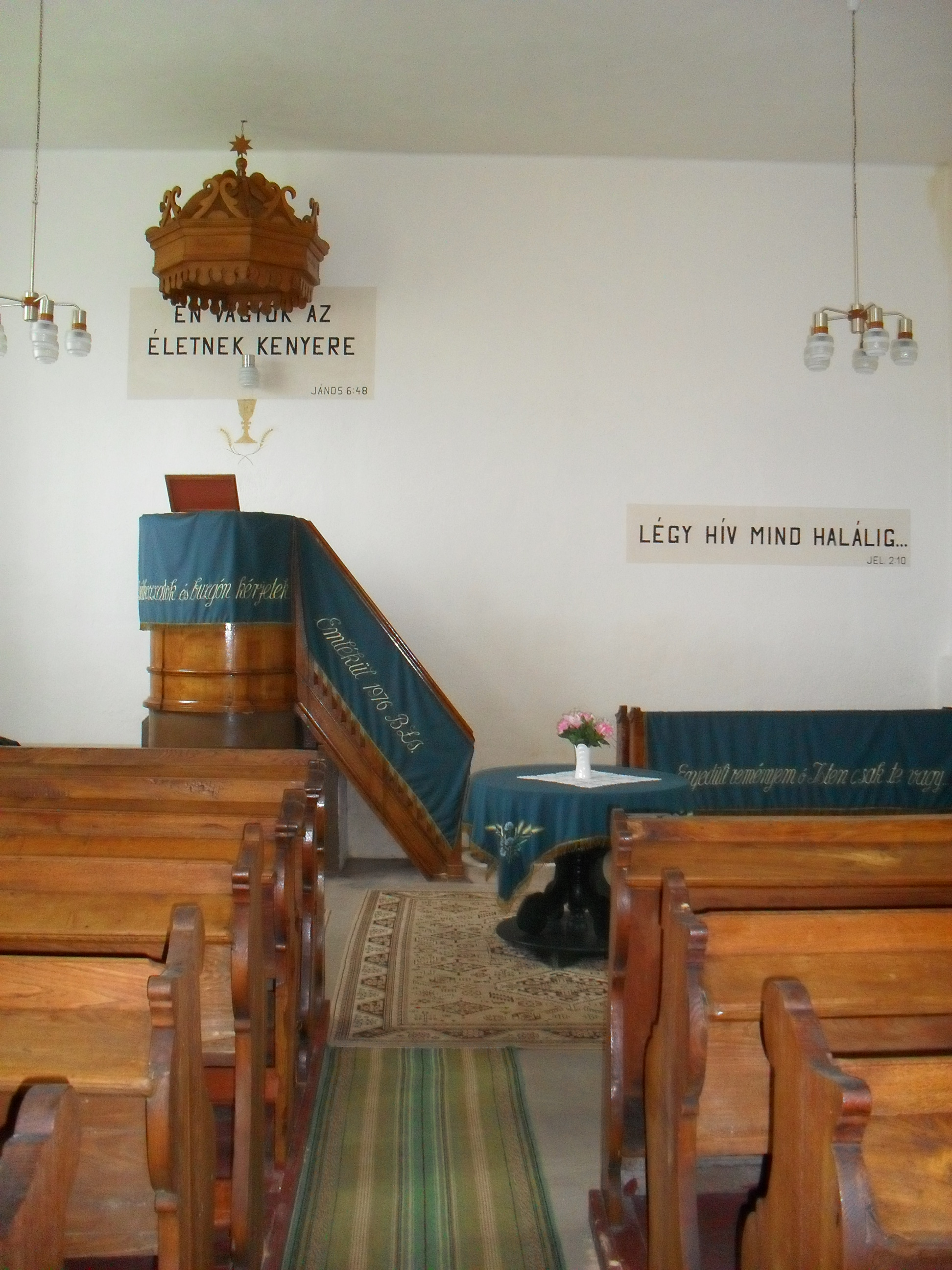